# 韋爾納亞

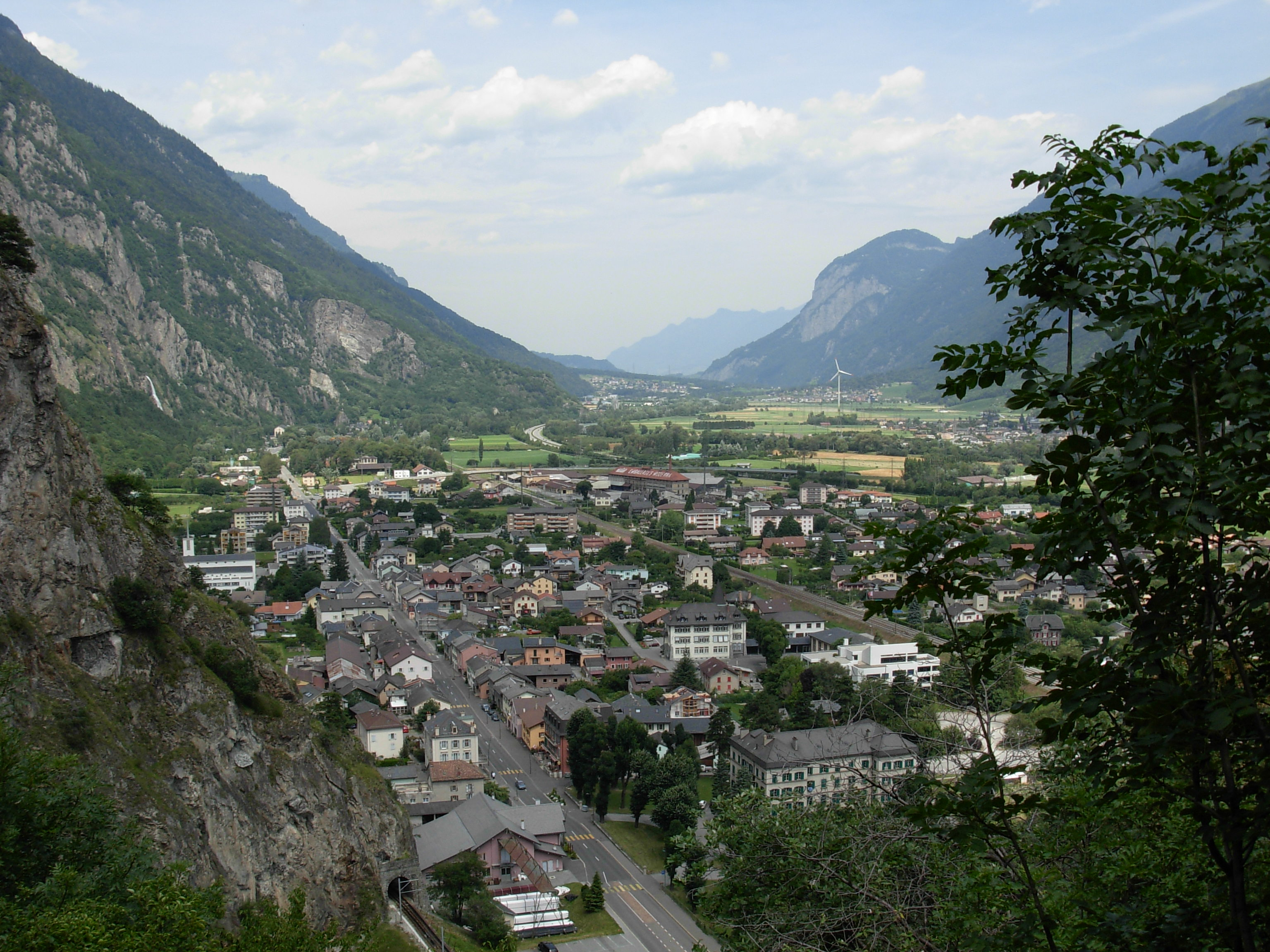

韋爾納亞是瑞士的城鎮，位於該國南部，由瓦萊州負責管轄，面積5.6平方公里，海拔高度452米，2011年人口1,798，八成半人口信奉羅馬天主教，人口密度每平方公里321人。